# Elecciones estatales de Bremen de 1979
La elección estatal de Bremen en 1979 fue la décima elección al Bürgerschaft de Bremen. Tuvo lugar el 7 de octubre de 1979. La elección atrajo la atención nacional después de la entrada en el Parlamento de la Lista Verde de Bremen, siendo esta la primera vez en que un partido de ideología ecologista obtenía representación parlamentaria en  un parlamento alemán.

## Resultados
La participación fue del 78,5 por ciento. El gobernante SPD pudo defender su mayoría absoluta.
| Partido | Partido | Votos   | Porcentaje | Escaños |
| ------- | ------- | ------- | ---------- | ------- |
|         | SPD     | 201.129 | 49,4       | 52 (+0) |
|         | CDU     | 129.985 | 31,9       | 33 (-2) |
|         | FDP     | 43.730  | 10,7       | 11 (-2) |
|         | BGL     | 20.909  | 5,1        | 4 (+4)  |
|         | AL      | 5.516   | 1,4        | -       |
|         | DKP     | 3.340   | 0,8        | -       |
|         | NPD     | 1.602   | 0,4        | -       |
|         | KBW     | 533     | 0,1        | -       |
|         | EAP     | 167     | <0,1       | -       |